# Yaqout Mubarak
Yaqout Mubarak (16 luglio 1974) è un ex calciatore emiratino, di ruolo portiere.